# Euproctis squamosa
Euproctis squamosa är en fjärilsart som beskrevs av Walker 1855. Euproctis squamosa ingår i släktet Euproctis och familjen tofsspinnare. Inga underarter finns listade i Catalogue of Life.